# Цубата
Цубата (яп. 津幡町 Цубата-мати) — посёлок в Японии, находящийся в уезде Кахоку префектуры Исикава. Площадь посёлка составляет 110,44 км², население — 36 956 человек (1 июля 2014), плотность населения — 334,63 чел./км².

## Географическое положение
Посёлок расположен на острове Хонсю в префектуре Исикава региона Тюбу. С ним граничат города Канадзава, Кахоку, Оябэ, Такаока и посёлки Утинада, Ходацусимидзу.

## Население
Население посёлка составляет 36 956 человек (1 июля 2014), а плотность — 334,63 чел./км². Изменение численности населения с 1980 по 2005 годы:
| 1980 | 23 682 чел. |  |
| 1985 | 24 591 чел. |  |
| 1990 | 26 078 чел. |  |
| 1995 | 30 318 чел. |  |
| 2000 | 34 304 чел. |  |
| 2005 | 35 712 чел. |  |

## Символика
Деревом посёлка считается сосна, цветком — рододендрон, птицей — лебедь.